# Wilhelm Ulex
Wilhelm Ulex (* 15. Juli 1880 in Bremerhaven; † 26. Juni 1959) war ein deutscher General der Artillerie im Zweiten Weltkrieg.

## Leben
Der Vater von Wilhelm Ulex war der Jurist Caspar Ulex, Oberlandesgerichtsrat und Senatspräsident am Hanseatischen Oberlandesgericht. Wilhelm Ulex legte 1899 die Abiturprüfung am Hamburger Wilhelm-Gymnasium ab.
Am 2. September 1899 trat Ulex als Fahnenjunker in das Holsteinische Feldartillerie-Regiment Nr. 24 ein, wo er am 16. Februar 1901 zum Leutnant befördert wurde. Es folgte am 18. Oktober 1909 die Beförderung zum Oberleutnant und am 18. Dezember 1913 zum Hauptmann. Mit seinem Regiment wurde Ulex während des Ersten Weltkriegs an der Westfront eingesetzt. Er wurde mit beiden Klassen des Eisernen Kreuzes, dem Ritterkreuz des Königlichen Hausordens von Hohenzollern mit Schwertern, dem Mecklenburgischen Militärverdienstkreuz II. Klasse und dem Bremer Hanseatenkreuz sowie dem Verwundetenabzeichen in Schwarz ausgezeichnet. Von den Verbündeten Österreichern erhielt Ulex das Militärverdienstkreuz III. Klasse mit der Kriegsdekoration.
Nach Kriegsende erfolgte seine Übernahme in die Reichswehr. Man setzte Ulex bei der 2. Division in Stettin im Stab des Artillerieführers II ein und beförderte ihn am 1. Oktober 1922 zum Major. 1926 wechselte er nach Schwerin in den Stab des 2. (Preußisches) Artillerie-Regiments. In dieser Position wurde er am 1. April 1928 Oberstleutnant. Er wurde am 1. Oktober 1931 als Oberst Kommandeur des 2. Artillerie-Regiments und anschließend ab Oktober 1933 als Generalmajor Artillerieführer VI.
Im August 1935 wurde er Infanterieführer II und am 1. Oktober 1935 bei der Enttarnung der Verbände als Generalleutnant Kommandeur der 12. Infanterie-Division. Ab 6. Oktober 1936 befehligte er als Kommandierender General das neu aufgestellte XI. Armeekorps in Hannover. Er wurde politisch als unzuverlässig angesehen und ging am 31. März 1939 als General der Artillerie in den Ruhestand.

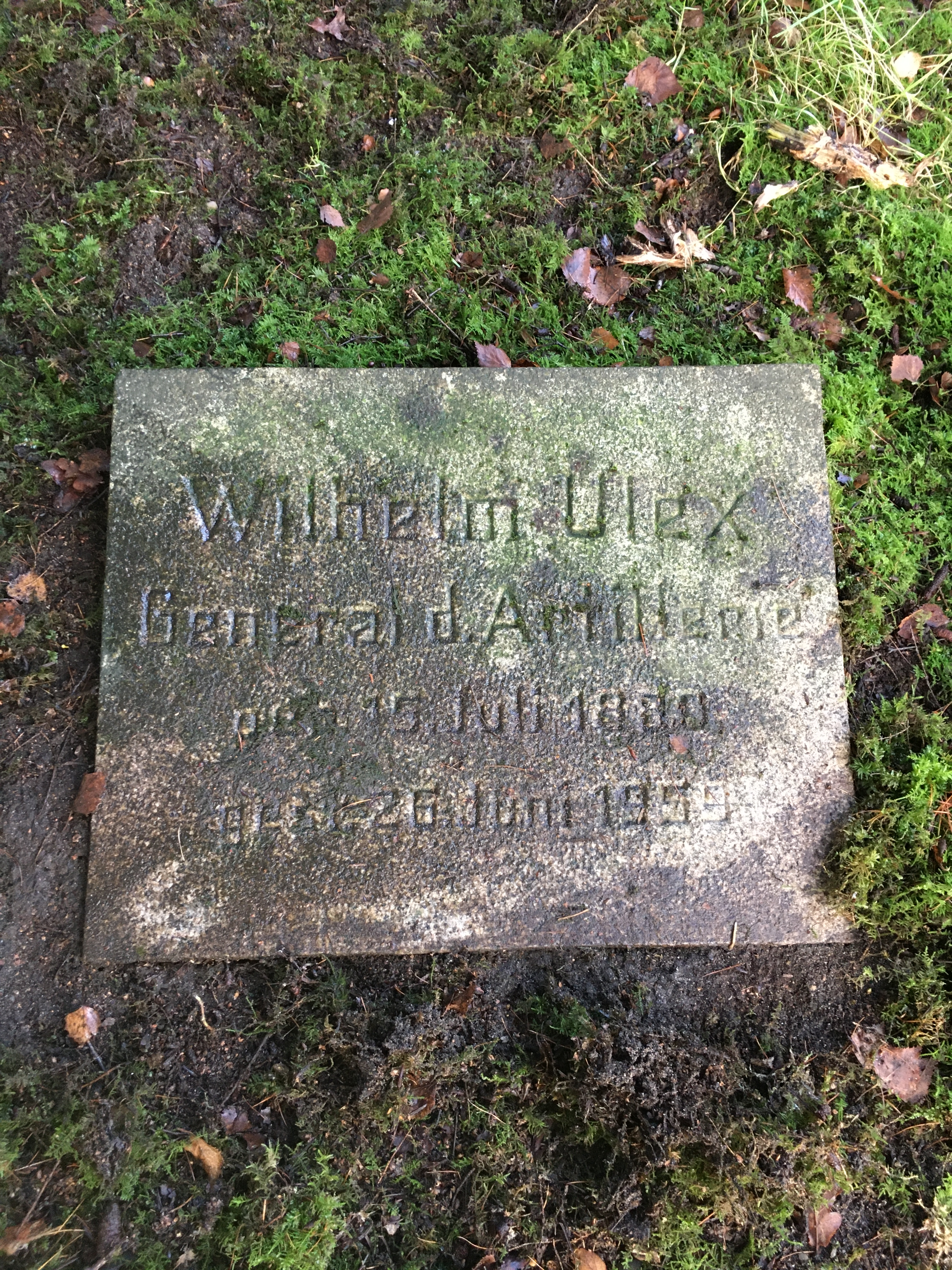
Kissenstein in der Familiengrabstätte auf dem Friedhof Ohlsdorf

Beim Überfall auf Polen wurde Ulex aus Mangel an Heerführern wieder eingezogen und im September Kommandierender General des X. Armeekorps, welches der 8. Armee in der Heeresgruppe Süd unterstand. Er wurde ab dem 15. Oktober 1939 als Befehlshaber im Grenzabschnitt Süd eingesetzt. Im März 1940 protestierte er neben Generaloberst Johannes Blaskowitz, dem Oberbefehlshaber des deutschen Besatzungsheers in Polen, gegen die Gewalttaten der SS und der Polizeitruppen im besetzten Polen und verlangte kategorisch deren Ablösung: „… die sich häufenden Gewalttaten der polizeilichen Kräfte zeigen einen ganz unbegreiflichen Mangel menschlichen und sittlichen Empfindens, so daß man geradezu von Vertierung sprechen kann'“. Ulex wurde kurze Zeit später seines Postens enthoben. Am 2. Juni 1940 wurde er Befehlshaber im Wehrkreis I und am 31. Dezember 1941 mit 61 Jahren in den Ruhestand versetzt.
Ulex stand aufgrund seiner christlichen Weltanschauung dem nationalsozialistischen Regime kritisch gegenüber. Er galt als „parteifeindlich“. Ulex war Sympathisant der Bekennenden Kirche und wurde deswegen von Heinrich Himmler als „unbelehrbarer Vertreter der Bekenntnisfront“ eingestuft.
Ab 1953 war Ulex Mitglied der Gesetzlosen Gesellschaft zu Berlin.
Wilhelm Ulex wurde in der Familiengrabstätte auf dem Friedhof Ohlsdorf beigesetzt. Sie liegt am Stillen Weg im Planquadrat AC 8.